# باشگاه فوتبال گواناکاستیکا
باشگاه فوتبال دپورتیوو گواناکاستیکا یک تیم فوتبال کاستاریکایی در نیکویا، گواناکاسته است. آنها در حال حاضر در دسته اول کاستاریکا بازی می‌کنند. ورزشگاه خانگی آنها ورزشگاه چوروتگا است.